# Weston-super-Mare
Weston-super-Mare är en kuststad och civil parish vid Bristol Channel i grevskapet Somerset i sydvästra England. Staden hade 76 143 invånare 2011 (avser civil parish). Weston-super-Mare är huvudort i kommunen North Somerset.

## Kända personer från Weston-super-Mare
- Albert Victor Alexander, politiker
- Ritchie Blackmore, rockmusiker
- John Cleese, komiker
- Jill Dando, journalist
- Rupert Graves, skådespelare